# Szapudi András

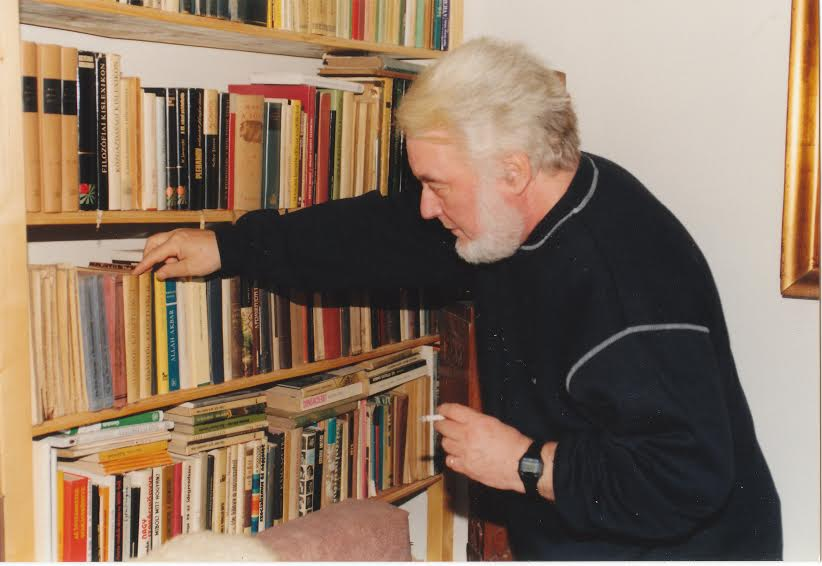
Balatonfőkajár (1995)

Szapudi András (Győrsövényház, 1939. augusztus 30. – Siófok, 2001. szeptember 19.) újságíró, író.

## Életpályája
1958-ban tanítói, 1964-ben újságírói oklevelet, 1971-ben magyar–történelem szakos tanári diplomát szerzett. A Kisalföldnek 1962 és 1969 között volt a munkatársa, 1972 és 1976 között főmunkatársa volt, közben az Ifjúsági Magazin rovatvezetőjeként dolgozott. 1976-ban lett a Somogyi Néplap, majd a Somogyi Hírlap munkatársa, és vezette haláláig a siófoki fiókszerkesztőséget. Jelentős irodalmi munkásságot fejtett ki: kilenc kötete jelent meg, részben elbeszélésekkel, részben kisregényekkel.
Újságírói, alkotói tevékenységét Győr-Sopron megye irodalmi nívódíjjal (1968), Somogy megye művészeti díjával (1986) és Rózsa Ferenc-díjjal (1987) ismerték el.  Halála után szülőfalujában utcát neveztek el róla.

## Művei
- A szél torkában. Kozmosz Könyvek, 1975-76
- Nyárfakórus. Kozmosz Könyvek, 1978
- Az ivadék; Csontjaink esőben : Két kisregény. Szépirodalmi Könyvkiadó, 1984
- Gyilkos szarvas. Szépirodalmi Könyvkiadó, Budapest, 1988
- Királyfi a tanítványok között. Szerzői kiadás, 1990
- Csillagom, révészem. Siotour, 1991
- Kufárok nyara. Szépirodalmi Könyvkiadó, 1993
- Messze Betlehemtől. Hazánk Alapítvány, 1996 – Online elérhetőség
- Félisten a pocsolyában. Hazánk Kiadó, 1999
- Vadkan a felhőben. Válogatott elbeszélések; Smaragdpress, Siófok, 1999
- Uram, a szerelmesek hová lettek? Versek; Eötvös Károly Megyei Könyvtár, Veszprém, 2002
- Egy csillag elsuhant / Az a nap péntek volt. Két dráma; Eötvös Károly Megyei Könyvtár, Veszprém, 2003